# Abdel-Latif Abu-Rajelhastadion
Het Abdel-Latif Abu-Rajelhastadion is een multifunctioneel stadion in Gizeh, een stad in Egypte. In het stadion is plaats voor 20.000 toeschouwers. Het stadion werd geopend in 1959.

## Naam
Het stadion heette eerder het Zamalekstadion en Helmy Zamorastadion. Het wordt ook Hassan Helmistadion genoemd. De huidige naam van het stadion komt van de voormalig voorzitter van de voetbalclub Al-Zamalek, Abdel-Latif Abu-Rajelha.

## Gebruik
Het stadion wordt vooral gebruikt voor voetbalwedstrijden, de voetbalclub Al-Zamalek maakt gebruik van dit stadion, als trainingsveld. Vroeger speelde men hier ook wedstrijden, maar de club speelt die wedstrijden nu in het Cairo Stadium.

## Stadionramp
Op 17 februari 1974 kwamen er 48 mensen om in het stadion. Dat was tijdens de wedstrijden tussen Zamalek en Dukla Praag. De mensen werden doodgetrapt toen te veel mensen toegang probeerden te krijgen tot het stadion.